# 留声机奖
留声机奖（英語：Gramophone Awards）由英国《留声机》杂志在1977年创办，是古典音乐界最重要的年度奖项之一，被称为“古典音乐的奥斯卡奖”。
《留声机》杂志每月会评选十几个优秀唱片（Gramophone Choice），音乐评论家们在圣诞期间会选出个人最喜欢的四至五个唱片。2012年起还新增了“留声机名人堂”（Gramophone Hall of Fame），迄今为止有50余人入选。
该奖项来自美国等地的批评者认为，留声机奖过度倾向于英国艺术家和英国唱片品牌（例如EMI）。

## 相关奖项
- 格莱美奖
- 法国唱片大奖（英语：Grand Prix du Disque）
- 回声音乐古典奖